# Lucien Pothier
Lucien Pothier (Cuy, 15 de enero de 1883 - Troyes, 29 de abril de 1957) fue un ciclista profesional francés.
En el accidentado Tour de Francia de 1904, cuando sólo contaba con 21 años, fue descalificado y sancionado para siempre, tras haber sido segundo en la edición inaugural del año anterior. Finalmente la sanción para él fue de tres años de suspensión, incluida la edición en la que fue desclasificado.

## Palmarés
1903
- 2.º en el Tour de Francia

1904
- 3º en la París-Roubaix

## Resultados en el Tour de Franccia
Durante su carrera deportiva ha conseguido los siguientes puestos en el Tour de Francia:
| Carrera         | 1903 | 1904  | 1905 | 1906 | 1907 | 1908 | 1909 | 1910 | 1911 | 1912 | 1913 | 1914 | 1915 | 1916 | 1917 | 1918 | 1919 | 1920 | 1921 |
| --------------- | ---- | ----- | ---- | ---- | ---- | ---- | ---- | ---- | ---- | ---- | ---- | ---- | ---- | ---- | ---- | ---- | ---- | ---- | ---- |
| Tour de Francia | 2º   | Desc. | -    | -    | Ab.  | -    | Ab.  | 28º  | 20º  | -    | -    | -    | X    | X    | X    | X    | -    | -    | 32.º |